# Spirama miniata
Spirama miniata är en fjärilsart som beskrevs av Hans Daniel Johan Wallengren 1856. Spirama miniata ingår i släktet Spirama och familjen nattflyn. Inga underarter finns listade i Catalogue of Life.